# Yungipicus
A Yungipicus a madarak (Aves) osztályának harkályalakúak (Piciformes) rendjébe, ezen belül a harkályfélék (Picidae) családjába tartozó nem.
Az idetartozó fajok ázsiai elterjedésűek és korábban a Dendrocopos madárnembe voltak besorolva.

## Rendszerezésük
A nemet Charles Lucien Jules Laurent Bonaparte francia ornitológus írta le 1854-ben, az alábbi 7 faj tartozik ide:
- Yungipicus temminckii
- Yungipicus ramsayi
- Yungipicus kizuki
- Yungipicus nanus
- Yungipicus canicapillus
- Yungipicus moluccensis
- Yungipicus maculatus

## Előfordulásuk
Dél- és Délkelet-Ázsiában honosak. Természetes élőhelyeik a szubtrópusi és trópusi száraz erdők, mangroveerdők, síkvidéki és hegyi esőerdők, szavannák és cserjések, valamint emberi környezet. Állandó, nem vonuló fajok.

## Megjelenésük
Testhosszuk 13-16 centiméter körüli.